# 梓澤和幸
梓澤 和幸（あずさわ かずゆき、1943年 - ）は、日本の弁護士、人権擁護委員。青年法律家協会議長、国際法曹協会人権協会共同副議長、News for the People in Japan代表、共同通信社監事等を務める。

## 人物・経歴
群馬県桐生市生まれ。埼玉県立浦和高等学校を経て、一橋大学法学部卒業。1986年から88年まで青年法律家協会議長。人権派弁護士としてNHK受信料不払い訴訟、石に泳ぐ魚事件、西山事件情報公開請求訴訟、生活ほっとモーニング訂正放送請求事件などに携わり、築地市場移転問題裁判原告団長、神田駅超高架化差止訴訟弁護団代表等を務めたほか、広島大学大学院国際協力研究科兼任講師、上智大学新聞学部兼任講師、東京経済大学兼任講師等を経て、2004年から山梨学院大学大学院法務研究科で教授や特任教授として教鞭を執った。国際法曹協会人権協会共同副議長、日本弁護士連合会国際人権委員会副委員長、日本弁護士連合会人権と報道調査研究委員会委員長、東京弁護士会人権擁護委員長、共同通信社監事、同社報道と読者委員会委員、フジテレビ番組審議会委員、日本ペンクラブ理事、市民メディアNews for the People in Japan代表、SAFLAN 福島の子どもたちを守る法律家ネットワーク共同代表等も務める。

## 著書
- 『悲しいパスポート：外国人刑事弁護の現場から』（同時代社）1991年
- 『外国人が裁かれる時』（岩波ブックレット）1993年
- 『熱血弁護士世界旅』（花伝社）1996年
- 『在日外国人：弁護の現場から』（筑摩書房）2000年
- 『誰のための人権か：人権擁護法と市民的自由』（日本評論社）2003年
- 『報道被害』（岩波新書）2007年
- 『裁判員制度と知る権利』（田島泰彦と共著 現代書館）2009年
- 『国家と情報―警視庁公安部「イスラム捜査」流出資料を読む』（青木理,河崎健一郎と共編著 現代書館）2011年
- 『前夜―日本国憲法と自民党改憲案を読み解く』（岩上安身,澤藤統一郎と共著 現代書館）2013年
- 『リーガルマインド―自分の頭で考える方法と精神』（リベルタ出版）2014年
- 『「言いがかり」』（共著、七つ森書館）2015年
- 『前夜[増補改訂版] 』（岩上修身,澤藤統一郎と共著 現代書館）2015年
- 『築地移転の謎 なぜ汚染地なのか 石原慎太郎元都知事の責任を問う』（大城聡, 水谷和子と共編著 花伝社）2017年
- 『改憲　どう考える緊急事態条項・九条自衛隊明記』（同時代社）2017年